# فرودگاه لا سار
فرودگاه لا سار  (به انگلیسی: La Sarre Airport) یک فرودگاه همگانی است که یک باند فرود آسفالت دارد و طول باند آن ۱۴۳۳ متر است. این فرودگاه در کشور کانادا قرار دارد و در ارتفاع ۳۱۹ متری از سطح دریا واقع شده است.